# Gare de La Marche
Pour les articles homonymes, voir gare de Marche.
La gare de La Marche est une gare ferroviaire française située à proximité du bourg centre de la commune de La Marche, dans le département de la Nièvre, en région Bourgogne-Franche-Comté.
La Marche est une halte de la Société nationale des chemins de fer français (SNCF), elle est desservie par des trains express régionaux de Bourgogne (TER Bourgogne-Franche-Comté).

## Situation ferroviaire
Établie à 177 mètres d'altitude, la gare de La Marche est située au point kilométrique (PK) 231,731 de la ligne de Moret - Veneux-les-Sablons à Lyon-Perrache, entre les gares de La Charité et de Tronsanges.

## Histoire
Le conseil municipal fait un vœu le 19 avril 1903 pour l'établissement d'une halte sur son territoire. Le 11 septembre, le ministre des Travaux publics répond que l'ouverture récente de la halte de Tronsanges ne lui permet pas d'autoriser une nouvelle ouverture à proximité. Cette demande restée sans suite est renouvelée en 1945 par le conseil municipal. La halte est mise en service à une date indéterminée.
En 1985, La Marche est un point d'arrêt non géré (PANG), fermé au service des marchandises.

## Service des voyageurs

### Accueil
Halte SNCF, c'est un point d'arrêt non géré (PANG) équipé de deux quais avec abris. 

### Desserte
La Marche est desservie par des trains TER Bourgogne-Franche-Comté circulant  sur la ligne no 08 entre Nevers et Cosne.

### Intermodalité
Le stationnement des véhicules est possible à proximité.